# 불가촉수
불가촉수(不可觸數, 영어: untouchable number 언터처블 넘버[*])는 수학자 에르되시 팔에 의해 만들어진 개념으로, 어떤 자연수 {\displaystyle n}의 진약수의 합이 될 수 없는 자연수 {\displaystyle m}을 불가촉수라고 한다. 즉, 진약수의 합이 {\displaystyle m}인 자연수가 없으면 {\displaystyle m}은 불가촉수다.

## 예시와 증명
예를 들어 4는 불가촉수가 아닌데, 4는 9의 진약수 1과 3의 합으로 표현될 수 있기 때문이다. 또한 불가촉수가 아닌 어떤 자연수는 진약수의 합으로 표현될 수 있는 수가 두 가지 이상 존재하는 경우도 있다.
1000보다 작은 불가촉수는 다음과 같다. (OEIS의 수열 A005114)
2, 5, 52, 88, 96, 120, 124, 146, 162, 188, 206, 210, 216, 238, 246, 248, 262, 268, 276, 288, 290, 292, 304, 306, 322, 324, 326, 336, 342, 372, 406, 408, 426, 430, 448, 472, 474, 498, 516, 518, 520, 530, 540, 552, 556, 562, 576, 584, 612, 624, 626, 628, 658, 668, 670, 708, 714, 718, 726, 732, 738, 748, 750, 756, 766, 768, 782, 784, 792, 802, 804, 818, 836, 848, 852, 872, 892, 894, 896, 898, 902, 926, 934, 936, 964, 966, 976, 982, 996, …
5는 유일한 홀수 불가촉수로 생각되지만 증명되지 않았는데, 만약 골드바흐의 추측이 참이라면 증명이 된다. 또 이것이 증명 된다면 경우 2와 5를 제외한 모든 불가촉수는 합성수라는 것도 역시나 자동으로 증명된다. 일단 예를 들어서 홀수 21에서 1을 빼면 20이 된다. 골드바흐의 추측에 의거하여 20을 두 소수의 합으로 나타내보면 3+17과 7+13으로 두 가지가 된다. 이 경우 각각 3×17=51은 진약수가 1, 3, 17이렇게 되고, 이를 더하면 21이며, 7×13=91일 때도 마찬가지로 91의 진약수는 1, 7, 13이고 이를 더하면 21 이렇게 되기 때문이다. 즉 이 말은 5보다 큰 홀수에서 1을 뺀 짝수를 두 소수 a, b의 합으로 나타내는 방식으로 표현될 수 있으연 해당 홀수는 a×b의 진약수 1, a, b의 합으로 나타낼 수 있으므로 불가촉수가 될 수 없다는 이야기다. 단, 이때 두 소수 a, b는 반드시 서로 달라야 하기 때문에 원래의 골드바흐의 추측이 맞다는 사실만으로는 정확히 증명이 되지 않고, '6 보다 큰 모든 짝수는 서로 다른 두 소수의 합으로 표기될 수 있다'라는 좀 더 확장한 조건이 있어야 한다. 이것은 5가 유일한 홀수 불가촉수가 확실하다는 사실을 증명을 하기 위한 충분한 조건일 뿐이다. 즉 골드바흐의 추측이 거짓이더라도 특정소수의 0제곱인 1부터 n제곱까지의 합과 2의 거듭제곱-1, 그리고 그 외의 약수가 6개 이상이면서 진약수의 총합이 홀수가 되는 수도 있으므로 5가 유일한 홀수 불가촉수일 수도 있다는 말이다.
불가촉수의 개수는 무한한데, 이것은 에르되시 팔에 의해 증명되었다.

## 불가촉수가 될 수 없는 자연수
완전수는 불가촉수가 될 수 없는데, 그 이유는 완전수의 정의가 자기 자신의 진약수의 합인 수이기 때문이다.
마찬가지로, 친화수나 사교수도 불가촉수가 될 수 없다. 또한, 특정 소수의 0제곱부터 n제곱까지를 모두 더한 총합 즉 첫 항이 1이고 2의 거듭제곱 - 1을 포함한 등비가 소수인 등비수열의 합. 다시 말해 {\displaystyle {\tfrac {p^{n}-1}{p-1}}}의 꼴(단, p는 소수)로 표현되고, p진법에서 1이 늘어선 형태를 하고 있는 수 역시 불가촉수가 될 수 없다.
집합 기호로 정리하면 다음과 같다.
{불가촉수} ∩ ({완전수} ∪ {친화수} ∪ {사교수}) = ∅

## 같이 보기
- 약수
- 합성수